# Interbrew
Interbrew foi a maior empresa de bebibas da Bélgica, foi fundada em 1988 após a fusão da Artois com Piedboeuf, apesar de ter sido fundada em 1988, a empresa tem origens do ano de 1366 quando foi criada a cerveja Stella Artois.
Em 1995 adquiriu a Labatt Brewing Company, a maior cervejaria do Canadá por 2.9 bilhões de dólares.
No ano de 1998 adquiriu 50% da cervejaria sul-coreana Oriental Brewery por 500 milhões de dólares, e em junho de 2001 adquiriu os outros 50% que pertenciam ao grupo industrial Doosan por 642 milhões de euros, com isso passou a deter o controle total da empresa.
Em 2001 63% da empresa era propriedade das famílias belgas De Spoelbergh, De Mevius, Van Damme, Adriaenssen, d'Ansembourg e de Calesberg, enquanto o resto das ações estavam no mercado de ações.

## Fusão com a AmBev
Em março de 2004 a Interbrew se fundiu com a brasileira AmBev e criou a InBev e formou a maior cervejaria do mundo por volume de produção e o segundo maior em vendas, porém em 2008 comprou a cervejaria americana Anheuser-Busch por 52 bilhões de dólares, com isso a InBev se tornou a maior cervejaria do mundo tanto por vendas quanto por volume.